# Theodor von Meßbach
Theodor Josef von Meßbach (* 28. März 1756; † 17. August 1812 in Gochsheim) war Beamter des Hochstifts Speyer und wurde nach Auflösung des Hochstifts in den badischen Staatsdienst übernommen. Er war Amtsvorstand, vergleichbar mit einem heutigen Landrat.

## Familie
Theodor von Meßbach war verheiratet mit Gertrauda geborene Fick (* in Eichtersheim). Aus dieser Ehe entstammt der Sohn Josef, der sich 1800 als Student der Rechtswissenschaften in die Matrikel der Universität Heidelberg einschrieb.

## Laufbahn
Er wurde 1776 Amtmann beim Ritterstift Odenheim in Bruchsal und am 23. März 1803 nach der Übernahme in den badischen Staatsdienst Oberamtsrat beim Amt Odenheim. 1807 wurde von Meßbach zweiter Beamter beim Amt Gochsheim, wo er am 20. Januar 1810 zum Oberamtmann befördert wurde.